# Middelfart Volleyballklub
Il Middelfart Volleyballklub è una società pallavolistica maschile Danimarca con sede a Middelfart: milita nel campionato di VolleyLigaen.

## Storia
La squadra venne fondata nel settembre del 1964, da 22 alunni provenienti dalla Vestre Skole. Nel 1965 le formazioni maschili e femminili disputarono i loro primi campionati nelle serie minori, ma il primo riconoscimento giunse già nel 1966, quando una ragazza venne convocata nella Nazionale femminile. Nell'anno successivo vennero convocati alcuni giocatori anche per la Nazionale maschile.
Nel 1971 la formazione maschile ottenne la promozione alla massima serie nazionale, ed in pochi anni seppe diventare una delle squadre più forti della Danimarca. Dopo il secondo posto dell'anno precedente, nel 1974 vinse il suo primo campionato nazionale. Nel 1975 fu vicecampione, ma vinse la sua prima Coppa di Danimarca. La squadra trionfò nei due campionati successivi (ottenendo l'accoppiata campionato-coppa nazionale nel 1977) e si piazzò nelle prime posizioni fino al 1982. In questo periodo partecipò a diverse edizioni della Coppa dei Campioni.
Nella seconda metà degli anni ottanta iniziò un lento declino, che portò le formazioni a disputare i campionati minori. La ristrutturazione del 1998 riportò in alto la società, che ripresentò la formazione maschile in Elitedivision nel 2000. Da allora conquistò diversi piazzamenti di rilievo nel campionato nazionale, che le permisero di partecipare al Nordic Club Championships, il campionato nord-europeo. Dopo il 3º posto dell'edizione 2008-2009, fu vice-campione nel 2010, alle spalle del Marienlyst Odense.
Nella stagione 2020-21 torna al successo vincendo la coppa nazionale, mentre la stagione successiva ottiene il suo quinto titolo di Campione di Danimarca.

## Rosa 2016-2017
| N° | Nome                | Ruolo | Data di nascita   | Nazionalità sportiva |
| -- | ------------------- | ----- | ----------------- | -------------------- |
| 1  | Mikkel Hoff         | P     | 15 ottobre 2001   | Danimarca            |
| 2  | Nikolaj Nielsen     | C     | 18 settembre 1993 | Danimarca            |
| 3  | Morten Overgaard    | S     | 23 dicembre 1992  | Danimarca            |
| 4  | Mads Qvist          | P     | 28 agosto 1996    | Danimarca            |
| 5  | Jacob Brinck        | S     | 24 febbraio 1999  | Danimarca            |
| 6  | Kasper Nielsen      | L     | 14 gennaio 1993   | Danimarca            |
| 7  | Martijn van der Aa  | C     | 10 giugno 1993    | Danimarca            |
| 8  | Frederik Kreuzfeldt | L     | 25 giugno 1997    | Danimarca            |
| 9  | Mathias Pedersen    | S     | 29 dicembre 1996  | Danimarca            |
| 10 | Jeppe Nielsen       | S/O   | 20 novembre 1995  | Danimarca            |
| 11 | Oliver Jensen       | S/O   | 22 agosto 1996    | Danimarca            |
| 12 | Nikolaj Hjort       | S     | 13 marzo 1998     | Danimarca            |
| 15 | Simon Andersen      | C     | 20 aprile 1997    | Danimarca            |

## Palmarès
- Campionato danese: 5

1973-74, 1975-76, 1976-77, 2011-12, 2021-22
- Coppa di Danimarca: 4

1976-77, 1977-78, 1980-81, 2020-21